# Мы и наши горы
«Мы и наши горы» (арм. Մենք ենք, մեր սարերը) — художественный фильм, экранизация произведения известного армянского писателя Гранта Матевосяна, снятый на киностудии Арменфильм в 1969 году. Иносказательная притча о взаимоотношениях города и деревни, власти и человека, советского и национального.
Прокат (1970) — 1,8 млн зрителей.

## Сюжет
К нескольким пастухам и сенокосцам, работавшим в горах, приблудились четыре черных барана. Ишхан, пастух большого стада овец, предложил зарезать две овцы под шашлык. Когда пастухи сели есть, вместе с ними ел и хозяин овец, Реваз, не подозревавший, что это его овцы. После того как пропажа обнаружилась, пастухи заплатили ему за овец и он отправился домой. Казалось бы все уладилось, но жена Реваза вызвала лейтенанта, сообщив о пропаже овец. Когда лейтенант пришёл домой к Ревазу, тот долго отказывался от показаний, а потом наконец сказал, что продал овец.
Лейтенант решил разобраться и отправился в горы к пастухам. Пастухи объяснили ему ситуацию и лейтенант ушёл, но сидя у кабинета старшего следователя, он услышал одну историю с похищением кольца. Вызвав Ишхана в кабинет, лейтенант стал его допрашивать. Ишхан, рассказав все как было, подписал протокол и ушёл. Следующими были допрошены Авак и Завен. Когда лейтенант вызвал на допрос Павле, тот не явился и рассерженный лейтенант вновь пришёл в горы. После словесной перепалки дело чуть не дошло до драки. После того, как обстановка разрядилась, пастухи сами инициировали суд, допрашивая друг друга.
Фильм заканчивается тем, что пастухи вместе с лейтенантом перегоняют большое стадо овец в город, направляясь к судье.

## В ролях
- Сос Саркисян — лейтенант милиции дублировал А. Кузнецов
- Фрунзик Мкртчян — Ишхан Антонян — дублировал Яков Беленький
- Хорен Абраамян — Павле — дублировал Михаил Кузнецов
- Азат Шеренц — Авак — дублировал Я. Янакиев
- Армен Айвазян — Завен — дублировал Ю. Боголюбов
- Артавазд Пелешян — Реваз Мовсесян — дублировал Владимир Ферапонтов
- Галя Новенц
- Георгий Элбакян — Василий

## Съёмочная группа
- Режиссёр: Генрих Малян
- Авторы сценария: Грант Матевосян
- Оператор: Карен Месян
- Художник: Степан Андраникян
- Композитор: Тигран Мансурян

## Награды
- Особое упоминание на МКФ в Сан-Ремо в 1976 году.
- Признан лучшим армянским фильмом всех времен по версии журнала «Ереван».